# Сборная Туркменистана по мини-футболу
Сборная Туркменистана по мини-футболу (туркм. Türkmenistanyň mini-futbol boýunça milli ýygyndysy) — представляет Туркменистан на международных матчах и соревнованиях по мини-футболу (и футзалу). Контролируется Федерацией футбола Туркменистана. Член ФИФА и АФК. По состоянию на ноябрь 2018 года сборная Туркменистана занимает 73-е место в мировом рейтинге сборных по мини-футболу.

## Участия в турнирах

### Чемпионат мира по мини-футболу
- 1989 — Не участвовала даже в квалификации
- 1992 — Не участвовала даже в квалификации
- 1996 — Не участвовала даже в квалификации
- 2000 — Не участвовала даже в квалификации
- 2004 — Не участвовала даже в квалификации
- 2008 — Не смогла пройти квалификацию
- 2012 — Не смогла пройти квалификацию
- 2016 — Не участвовала даже в квалификации

### Чемпионат Азии по мини-футболу
- 1999 — Не участвовала
- 2000 — Не участвовала
- 2001 — Не участвовала
- 2002 — Не участвовала
- 2003 — Не участвовала
- 2004 — Не участвовала
- 2005 — Групповой этап
- 2006 — Групповой этап
- 2007 — Групповой этап
- 2008 — Групповой этап
- 2010 — Групповой этап
- 2012 — Групповой этап
- 2014 — Не участвовала
- 2016 — Не участвовала
- 2018 — Не участвовала
- 2020 — Отменён
- 2022 — Групповой этап

### Азиатские игры в закрытых помещениях
- 2017 — 1/4 финала